# يوشيفومي تاجيما
يوشيفومي تاجيما (باليابانية: 田島義文؛ بالكانا: たじま よしぶみ) هو ممثل ياباني، ولد في 4 أغسطس 1918 في كوبه في اليابان، وتوفي في 10 سبتمبر 2009 بسبب سرطان المريء.

## وصلات خارجية
- يوشيفومي تاجيما على موقع IMDb (الإنجليزية)
- يوشيفومي تاجيما على موقع قاعدة بيانات الفيلم (الإنجليزية)